# Ángel Latorre Segura
Ángel Latorre Segura (Pamplona, 1925 - Madrid, 24 de julio de 1994), jurista español.

## Biografía
Cursó estudios de Derecho en Barcelona, los siguió en Roma y se doctoró en Madrid. Matrícula de honor en todas las asignaturas de la carrera, instigado por el profesor García de Valdeavellano empezó a investigar el ius romanum y a mediados de los años cincuenta ocupó la cátedra de Derecho Romano en la Universidad de Barcelona. En esta universidad hubo algún intento de expedientarlo por su actitud favorable a los estudiantes y contestataria contra la Dictadura de Francisco Franco. Dirigió, además, la Escuela de Práctica Jurídica del Colegio de Abogados de Barcelona. Pasó luego a la Universidad Complutense (1978) y dio unos importantes cursos en la Universidad de Venezuela. Fue magistrado del primer Tribunal Constitucional que hubo de España tras la Dictadura entre 1980 y 1989, llegando a ser Vicepresidente del mismo y agotando los nueve años posibles de mandato. En 1990 fue nombrado Consejero de Estado. Ya jubilado, ejerció de defensor del cliente en una importante red de bancos de Madrid e impartió cursos en el Colegio de Abogados de Barcelona y en la Universidad Pompeu Fabra. Desde noviembre de 1973 fue miembro de la Academia de Jurisprudencia y Legislación de Cataluña y fue caballero de la Orden de Isabel la Católica. Escribió una popular y famosa Introducción al Derecho (Barcelona: Ariel, 1968), que pasó de las once ediciones.
Como jurista defendió la tradición humanística y liberal que descansa en la idea kantiana de que todo ser humano es un fin en sí mismo y no debe servir de instrumento a nadie ni a nada.

## Obras
- Universidad y sociedad (1964).
- Introducción al derecho (1968).
- Con Alberto Burdese y Ángel Martínez Sarrión, Manual de derecho público romano, Barcelona: Bosch, 1972.
- El derecho a la cuarta marital (1973).
- Justicia y Derecho (1973)
- Valor actual del derecho romano (1977).
- Iniciación a la lectura del Digesto (1978).